# Botanophila puberalis
Botanophila puberalis este o specie de muște din genul Botanophila, familia Anthomyiidae. A fost descrisă pentru prima dată de Huckett în anul 1965. Conform Catalogue of Life specia Botanophila puberalis nu are subspecii cunoscute.